# Pico Cão Grande
O Pico Cão Grande é uma elevação de origem vulcânica com uma forma pronunciadamente aguda, localizada em São Tomé e Príncipe, mais precisamente no sul da ilha de São Tomé, no Parque Natural Ôbo. Eleva-se acima de 300 m de altura em relação ao solo, sendo que o cume está a 663 m acima do nível do mar. 